# N303 (België)
De N303 is een gewestweg in België tussen de N313 in Westrozebeke en de N311/N515 in Wervik. De route heeft een lengte van ongeveer 18 kilometer.
De gehele weg bestaat uit totaal 2 rijstroken voor beide richtingen samen.

## Plaatsen langs N303
- Westrozebeke
- Zonnebeke
- Molenaarelst
- Polderhoek
- Kruiseke
- Wervik